# 刘广龙
刘广龙（1958年—），山西省文水县人，中华人民共和国政治人物。

## 生平
1978年10月，他进入山西大学中文系，1982年8月毕业。1982年8月到1985年4月，他在吕梁地委政研室担任科员。1985年4月到1988年4月，他担任吕梁行署办公室科员。1988年4月到1990年3月，他在吕梁行署办公室调研科担任科长。1990年4月，升任交口县委常委、组织部长。2001年2月到2003年7月，出任方山县委副书记、县长。2003年2月到2004年7月，刘广龙升任离石市委副书记、市长。2004年7月到2008年10月，刘广龙担任离石区委副书记、区长。2008年10月，担任汾阳市委副书记、市政府党组书记，11月任汾阳市委副书记、代市长。2009年8月，担任中共中阳县委书记。2013年3月29日，出任吕梁市政协委员会副主席。2014年12月，刘广龙被中纪委调查。2015年6月5日，山西省纪委对吕梁市政协原副主席刘广龙严重违纪问题进行立案审查，决定给予刘广龙开除党籍、开除公职处分；收缴其违纪所得。将其涉嫌犯罪问题及线索移送司法机关依法处理。
刘广龙在中阳县的搭档县长王建国也是2014年12月2日落马。